# Adalbertstraße 96 (München)

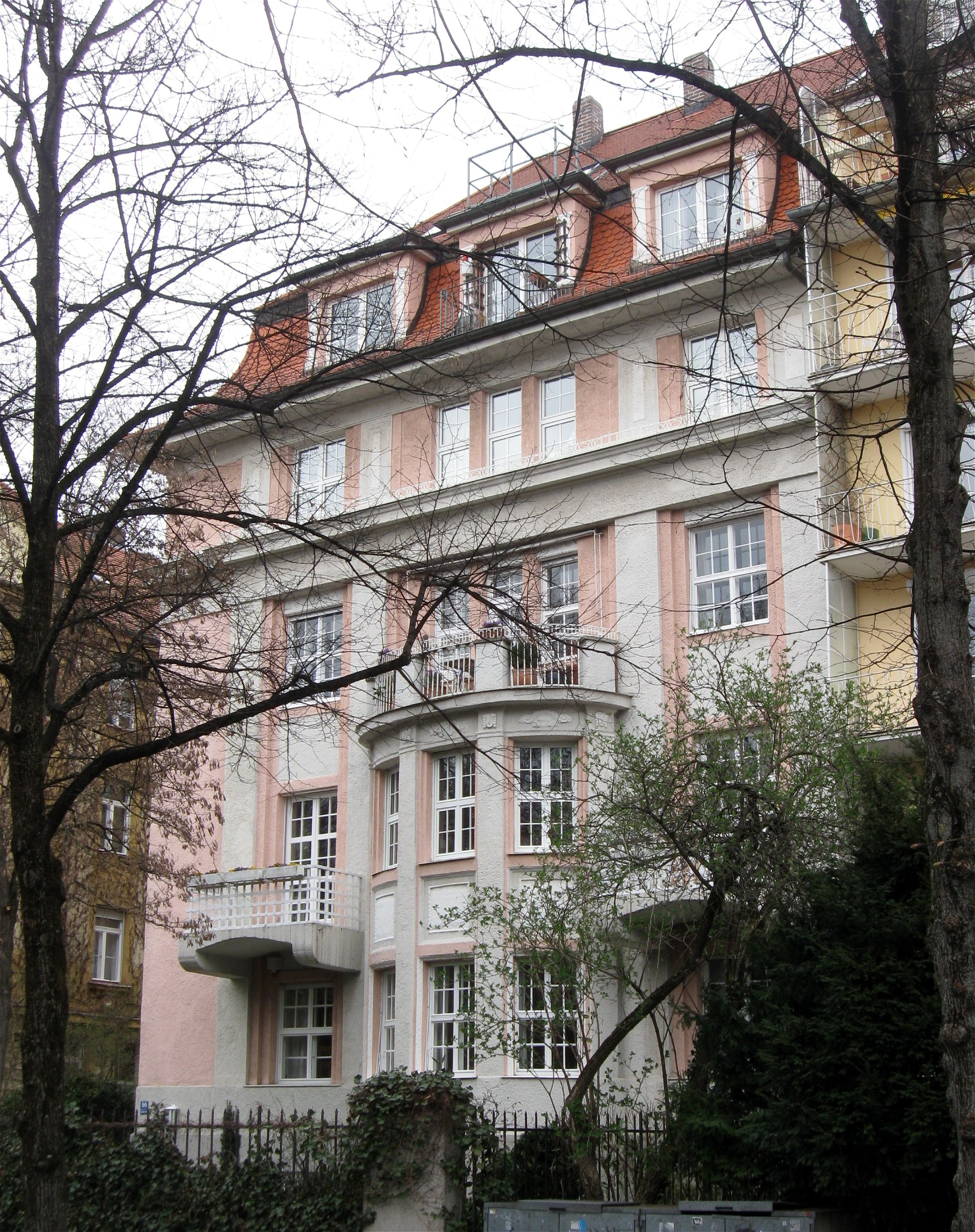
Haus Adalbertstraße 96 in München

Das Gebäude Adalbertstraße 96 im Stadtteil Maxvorstadt der bayerischen Landeshauptstadt München ist ein geschütztes Baudenkmal.

## Beschreibung
Der viergeschossige Mansardwalmdachbau mit halbrundem Erkervorbau wurde 1910/11 nach Plänen des Architekten Max Neumann für den Bildhauer Moritz Ungar errichtet, ebenso wie das Miethaus Adalbertstraße 100. Er steht mit seiner Schmalseite an der Adalbertstraße. Das Hochparterre, das zweite und dritte Obergeschoss werden von monumentalen Lisenen gegliedert. Das dritte Obergeschoss wird von einem Gebälk aufgesockelt. Das Mansarddach besitzt Gauben und Dachhäuser, wobei 1977 und 1985 ergänzende Ausbauten vorgenommen wurden. Teile der Einfriedung sind original erhalten.
Man spricht bei der Fassadengestaltung von einem klassizisierenden Jugendstil.